# The Emptiness Machine
«The Emptiness Machine» es una canción de la banda estadounidense de rock Linkin Park. Fue grabada para su octavo álbum de estudio From Zero y publicada como el sencillo principal el 5 de septiembre de 2024. Es la primera composición de la banda desde la muerte del vocalista Chester Bennington y el primer sencillo que cuenta con la participación de la cantante Emily Armstrong y el baterista Colin Brittain, que logra el top 10 en Spotify.

## Lanzamiento
El 24 de agosto de 2024 Linkin Park publicó una cuenta regresiva de cien horas en su sitio web. Cuando llegó a cero, inmediatamente comenzó a contar hacia arriba. La banda comentó en sus redes sociales el mensaje “It’s only a matter of time…”. La cuenta presentó fallos a las 9 horas y 5 minutos, lo que llevó a especulaciones sombre un anuncio el 5 de septiembre. Esto fue confirmado más tarde cuando la banda anunció un evento para esa fecha con las palabras “be part of something”. 

## Lista de canciones
| N.º | Título                  | Duración |  |
| 1.  | «The Emptiness Machine» | 3:10     |  |

## Posicionamiento en listas
| País (Lista 2024)                           | Mejor posición |
| ------------------------------------------- | -------------- |
| Alemania (Listas de GfK Entertainment)      | 1              |
| Australia (ARIA)                            | 27             |
| Austria (Ö3 Austria Top 40)                 | 1              |
| Bélgica (Ultratop 50 Singles (Flandes))     | 14             |
| Bélgica (Ultratop 50 Singles (Valonia))     | 21             |
| Bielorrusia (TopHit)                        | 131            |
| Bolivia (Billboard)                         | 20             |
| Brasil (Brasil Hot 100)                     | 5              |
| Canadá (Canadian Hot 100)                   | 12             |
| Canadá (Digital Song Sales)                 | 2              |
| Canadá (Rock Airplay)                       | 2              |
| Croacia (Billboard)                         | 10             |
| Dinamarca (Tracklisten)                     | 35             |
| Estados Unidos (Alternative Songs)          | 2              |
| Estados Unidos (Billboard Hot 100)          | 21             |
| Estados Unidos (Hard Rock Songs)            | 1              |
| Estados Unidos (Rock & Alternative Airplay) | 1              |
| Estados Unidos (Rock Songs)                 | 2              |
| Eslovaquia (Singles Digitál Top 100)        | 2              |
| España (PROMUSICAE)                         | 27             |
| Estonia (TopHit)                            | 42             |
| Finlandia (Suomen virallinen lista)         | 5              |
| Francia (SNEP)                              | 12             |
| Global 200 (Billboard)                      | 3              |
| Grecia (IFPI)                               | 4              |
| Hungría (Mahasz)                            | 7              |
| India (IMI International 20)                | 18             |
| Irlanda (IRMA)                              | 16             |
| Islandia (Tónlistinn)                       | 22             |
| Italia (FIMI)                               | 38             |
| Japón (Digital Singles)                     | 42             |
| Japón (Download Songs)                      | 42             |
| Japón (Hot Overseas)                        | 2              |
| Letonia (LaIPA)                             | 1              |
| Lituania (AGATA)                            | 7              |
| Lituania (TopHit)                           | 31             |
| Luxemburgo (Billboard)                      | 1              |
| Malasia (Billboard)                         | 13             |
| Malasia (RIM)                               | 12             |
| Marruecos (Hit Radio)                       | 13             |
| Noruega (VG-lista)                          | 10             |
| Nueva Zelanda (Recorded Music NZ)           | 18             |
| Países Bajos (Dutch Top 40)                 | 28             |
| Países Bajos (Single Top 100)               | 15             |
| Perú (Billboard)                            | 24             |
| Polonia (Listas musicales de Polonia)       | 10             |
| Portugal (AFP)                              | 1              |
| Reino Unido (UK Rock & Metal)               | 1              |
| Reino Unido (UK Singles Chart)              | 4              |
| República Checa (Rádio – Top 100)           | 31             |
| República Checa (Singles Digitál Top 100)   | 1              |
| Rumania (Billboard)                         | 12             |
| Singapur (RIAS)                             | 12             |
| Sudáfrica (Billboard)                       | 15             |
| Suecia (Sverigetopplistan)                  | 14             |
| Suiza (Schweizer Hitparade)                 | 1              |
| Taiwán (Billboard)                          | 24             |

## Créditos y personal
Linkin Park: 
- Emily Armstrong: voz.
- Colin Brittain: batería.
- Brad Delson: guitarra, piano.
- Dave Farrell: bajo.
- Joe Hahn: DJ, coros. programación
- Mike Shinoda: voz, teclados, guitarra rítmica.